# Brooklyn-Klasse
Die Brooklyn-Klasse war eine Schiffsklasse Leichter Kreuzer der United States Navy. Die in den 1930er Jahren entwickelten Schiffe, die ab 1937 im Dienst bei der US-Marine standen, waren die ersten modernen Leichten Kreuzer und legten die Grundlage für viele nachfolgende Schiffsklassen. Fünf der sieben gebauten Schiffe wurden nach ihrer Außerdienststellung bei der US Navy an andere Nationen verkauft, das bekannteste Schiff hierbei war die Phoenix, die in der argentinischen Marine als General Belgrano eingesetzt und 1982 während des Falklandkrieges vom britischen U-Boot Conqueror versenkt wurde.

## Geschichte

### Entwicklung und Bau
Die Leichten Kreuzer der Brooklyn-Klasse wurden 1930 nach Abschluss des Londoner Flottenvertrages als Antwort auf die japanische Mogami-Klasse entwickelt. Durch die Beschränkung der Zahl der Schweren Kreuzer konzentrierten sich die amerikanischen Marineplaner darauf, Leichte Kreuzer zu konstruieren, die durch starke Panzerung und eine hohe Zahl von 15,2-cm-Geschützen einem Schweren Kreuzer mindestens ebenbürtig sein konnten. Die Brooklyn-Klasse waren die ersten Schiffe einer neuen Schiffsarchitektur, die für alle weiteren Kriegsschiffneubauten vor und während des Zweiten Weltkrieges angewandt wurde.
Gegenüber älteren Schiffsklassen wurde beim Rumpf und den Aufbauten durch die Verwendung neuer, leichter Materialien und moderner Fertigungstechniken wie Elektroschweißen und Längsrahmenträger Gewicht eingespart, das dann wiederum dem Schutz des Schiffes zugutekam. Durch die verstärkte Panzerung besaßen die Kreuzer der Brooklyn-Klasse einen sehr großen sogenannten Immunitätsbereich gegen 20,3-cm-Geschosse. Innerhalb dieses Bereichs, der sich auf Kampfentfernungen zwischen 13.700 und 20.100 Metern erstreckte, konnten 20,3-cm-Granaten Schwerer Kreuzer aufgrund des Auftreffwinkels und der Durchschlagskraft weder Seiten- noch Deckpanzerung durchschlagen.
Im Auftrag des Bureau of Ships untersuchte das Naval War College die Unterschiede zwischen einer Bewaffnung mit zwölf und 15 Sechs-Zoll-Geschützen, besonders in Hinsicht auf die neuen japanischen Kreuzer. Eine Bewaffnung der Leichten Kreuzer mit 15 Geschützen in fünf Türmen stellte sich dabei als optimal in Bezug auf Feuerrate und Durchschlagskraft heraus und wurde in den endgültigen Entwurf übernommen.
1933 wurde der Bauauftrag für die ersten vier Schiffe erteilt, im folgenden Jahr folgten drei weitere Einheiten. Zwei Kreuzer wurden im New York Naval Shipyard in Brooklyn gebaut, drei Schiffe baute New York Shipbuilding in Camden, New Jersey, jeweils ein Kreuzer wurde im Philadelphia Naval Shipyard und bei Newport News Shipbuilding auf Kiel gelegt. Alle sieben Schiffe wurden zwischen Mai 1934 und September 1935 auf Kiel gelegt, die Stapelläufe erfolgten zwischen November 1936 und März 1938. Bis Mitte 1938 waren alle Schiffe bei der US-Marine in Dienst gestellt.  
Zwei weitere Kreuzer, die ursprünglich auch noch nach diesem Entwurf gebaut werden sollten, wurden 1935 als St. Louis-Klasse genehmigt, die einige Verbesserungen gegenüber der Brooklyn-Klasse beinhalteten.

### Modifikationen
Auf Basis der Brooklyn-Klasse wurden zwei weitere Kreuzerklassen entwickelt:

Am 28. Oktober 1935 wurde die Wichita beim Philadelphia Naval Shipyard auf Kiel gelegt. Das Einzelschiff erhielt eine Hauptbewaffnung neun 20,3-cm-Geschütze und die modernen 12,7-cm-L/38-Zwillings-Geschütze. Die Wichita war der letzte in Dienst gestellte Schwere Kreuzer der United States Navy, der nach den Vorgaben des Londoner Flottenvertrags konstruiert wurde und somit eine Tonnage von unter 10.000 Tonnen besitzen sollte, was mit der geplanten Bewaffnung aber nicht eingehalten werden konnte.

Eine zweite Variante des Brooklyn-Entwurfs war die St. Louis-Klasse (bestehend aus USS St. Louis und USS Helena), die sich äußerlich in der Anordnung der Aufbauten sowie der Verwendung der modernen 12,7-cm-Zwillings-Geschütze mit 38 anstelle von 25 Kaliberlängen als Mehrzweckartillerie zur Bekämpfung kleiner Schiffs- und Luftziele von der ursprünglichen Brooklyn-Klasse unterschied. Wesentliche Änderung waren modernere Hochdruck-Kessel und die abwechselnde Anordnung von Kessel- und Maschinenräumen, um die Gefahr des Totalausfalls der Maschinenanlage durch einen Treffer zu reduzieren. Die St. Louis entstand ab Dezember 1936 bei Newport News Shipbuilding, das Schwesterschiff Helena gleichzeitig beim Brooklyn Navy Yard.
Die drei betroffenen Werften bauten mit der Philadelphia (CL-41) bzw. mit Boise (CL-47) sowie Brooklyn (CL-40) und Honolulu (CL-48) schon Kreuzer des Ausgangstyps. Aus den abweichenden Bauten wurden dann die Leichten Kreuzer der Cleveland-Klasse und die Schweren Kreuzer der Baltimore-Klasse entwickelt, die dann im Krieg in großen Stückzahlen entstanden.

### Einheiten derBrooklyn-Klasse und Halbschwestern
| KennNr.                  | Name         | In Dienst  | Reserve    | Verbleib/Schicksal |
| ------------------------ | ------------ | ---------- | ---------- | --- |
| CL-40                    | Brooklyn     | 30.09.1937 | 30.01.1947 | 1951 an Chile als O'Higgins, 14. Januar 1991 außer Dienst, nahe Pitcairn Island am 3. November 1992 im Schlepp zum Abbruch in Indien gesunken. |
| CL-41                    | Philadelphia | 23.09.1937 | 3.02.1947  | 1951 an Brasilien als Barroso, Mai 1973 außer Dienst                                                                                           |
| CL-42                    | Savannah     | 10.03.1938 | 3.02.1947  | am 1. März 1959 gestrichen, am 25. Januar 1966 zum Abbruch verkauft                                                                            |
| CL-43                    | Nashville    | 6.06.1938  | 24.06.1946 | 1951 an Chile als Capitán Prat, Mai 1982 außer Dienst, April 1983 zum Abbruch nach Taiwan verkauft                                             |
| CL-46                    | Phoenix      | 3.10.1938  | 3.07.1946  | 1951 an Argentinien als 17 de Octubre, 1956 General Belgrano, am 2. Mai 1982 durch Conqueror versenkt                                          |
| CL-47                    | Boise        | 12.08.1938 | 1.07.1946  | 1951 an Argentinien als Nueve de Julio, Oktober 1977 außer Dienst, 1983 Abbruch in Japan                                                       |
| CL-48                    | Honolulu     | 15.06.1938 | 3.02.1947  | am 17. November 1959 zum Abbruch verkauft |
| St. Louis-Klasse         |              |            |            | |
| CL-49                    | St. Louis    | 19.05.1939 | 20.06.1946 | 1951 an Brasilien als Tamandare, 1980 zum Abbruch verkauft und im Schlepp nach Taiwan vor Südafrika am 24. August gesunken.                    |
| CL-50                    | Helena       | 18.09.1939 | VERLUST    | in der Schlacht im Kula-Golf am 6. Juli 1943 torpediert und gesunken                                                                           |
| Schwerer Kreuzer Wichita |              |            |            | |
| CA-45                    | Wichita      | 16.02.1939 | 3.02.1947  | 1. März 1959 gestrichen und im August 1959 zum Abbruch verkauft.                                                                               |

### Beschädigungen

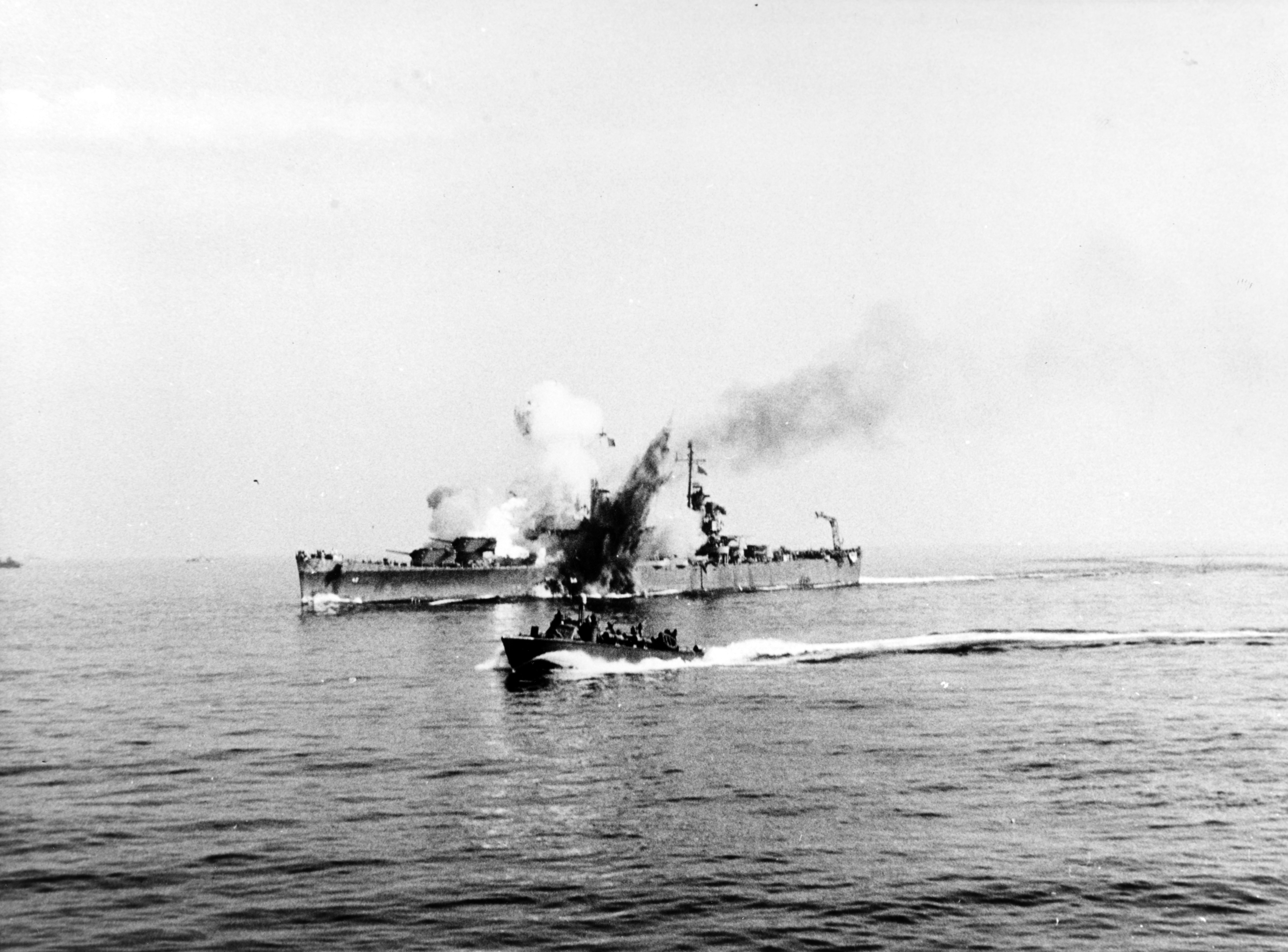
Treffer der Fritz-X-Gleitbombe auf der USS Savannah am 11. September 1943

Keines der sieben Schiffe der Klasse ging während des Zweiten Weltkriegs verloren, vier Schiffe wurden aber zum Teil schwer beschädigt. Die Boise wurde am 11. Oktober 1942 während der Schlacht von Cape Esperance von japanischer Artillerie getroffen und schwer beschädigt.
Am 11. September 1943 trafen deutsche Bomber vom Typ Dornier Do 217K-2 des Kampfgeschwaders 100 mit einer Fritz-X-Gleitbombe die Savannah vor der Küste Salernos und zerstörte den mittleren Geschützturm sowie Teile des Schiffsrumpfs. Das Sinken des Schiffs konnte aber verhindert werden.
Die Nashville wurde am 13. Dezember 1944 vor Mindoro von einem Kamikazeflugzeug getroffen, dabei wurden 319 Besatzungsmitglieder verwundet oder getötet.
Am 13. Juli 1943 wurde die Honolulu während der Schlacht bei Kolombangara von einem japanischen Torpedo getroffen, dabei wurde ihr Bug nahezu abgerissen. Nach der Beseitigung der Schäden wurde sie wieder eingesetzt und am 20. Oktober 1944 vor Leyte von einem Flugzeugtorpedo getroffen.

### Verbleib
Alle sieben Kreuzer der Klasse wurden zwischen Juni 1946 und Februar 1947 außer Dienst gestellt. Nach der Streichung aus den Schiffslisten der US-Marine wurden fünf Schiffe 1951 verkauft, je zwei gingen an Chile und Argentinien, eins an Brasilien, wo sie zum Teil bis in das Jahr 1990 hinein eingesetzt wurden. Bis auf die ehemalige Phoenix, die im Falklandkrieg sank, wurden alle Schiffe nach Ablauf ihrer Dienstzeit verschrottet.

## Technik

### Rumpf und Panzerung

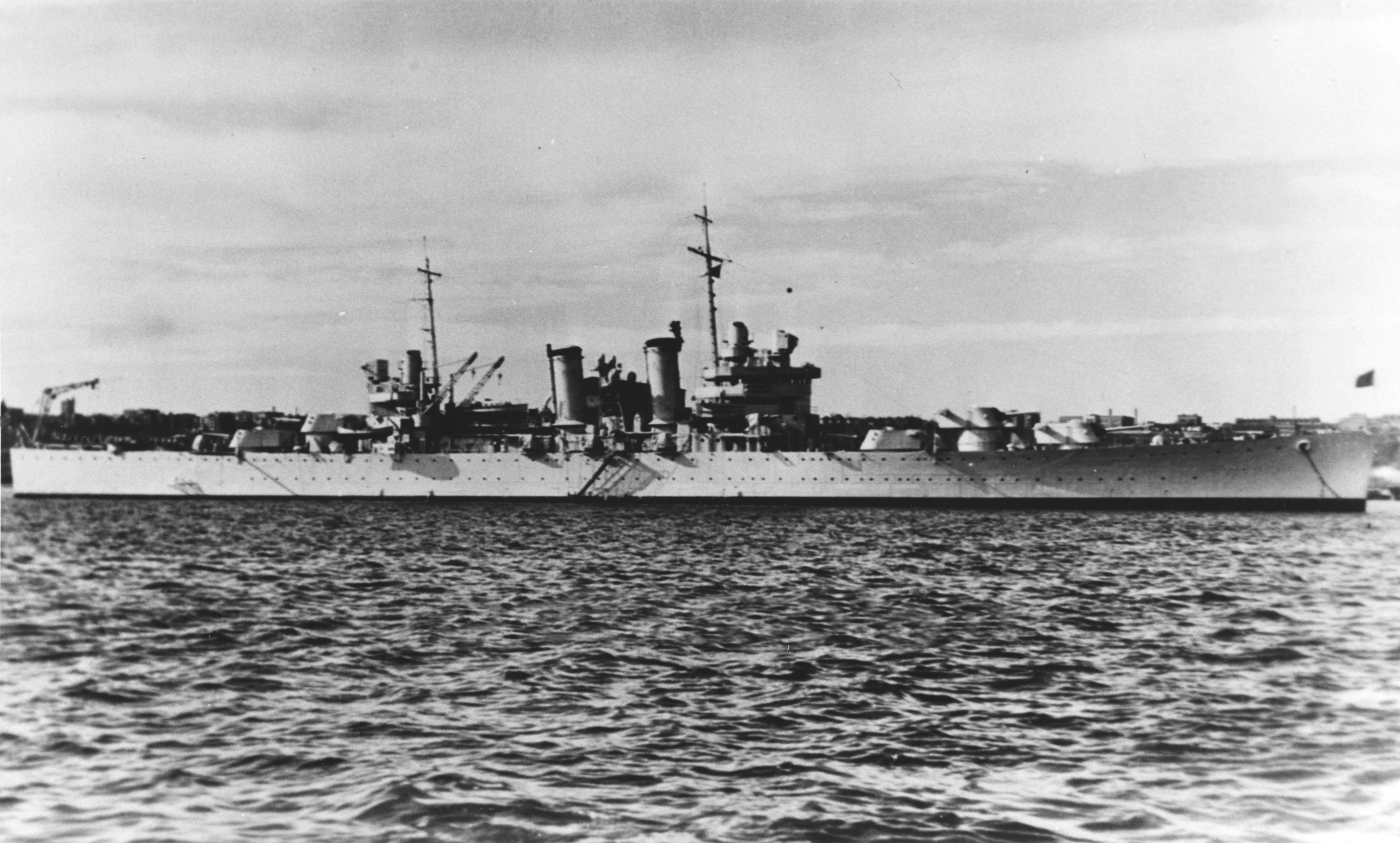
Seitenansicht der Phoenix 1939

Der Rumpf eines Kreuzers der Brooklyn-Klasse hatte eine Länge über Alles von 185,4 Metern, die größte Breite betrug 18,8 Meter. Bei einem Tiefgang von 6,9 Metern betrug die Standardverdrängung 9.767 Tonnen, die Einsatzverdrängung lag bei 12.207 Standardtonnen. Die Decksaufbauten erstreckten sich über das mittlere Drittel der Schiffslänge und waren geprägt vom Brückenturm mit Hauptmast und Feuerleitanlagen, den beiden Schornsteinen und dem hinteren Deckhaus mit den Feuerleitanlagen für die achteren Türme. Bei Indienststellung besaßen die Schiffe noch Bullaugen auf dem ersten und zweiten Unterdeck, diese wurden aber noch vor Beginn des Zweiten Weltkriegs verschlossen. Der Bug befand sich 8,2 Meter über der Wasserlinie, das Heck 7,0 Meter. Der Schornstein ragte 20,4 Meter auf, bis zur Mastspitze maßen die Schiffe 35,4 Meter.
Die Maximalstärke der vertikalen Panzerung betrug 127 mm auf Höhe der lebenswichtigen Maschinenanlagen, die restliche Rumpfpanzerung war 102 mm stark. Die Decks waren 76 mm stark, die Geschütztürme waren durch 127 mm Panzerung geschützt, der Kommandoturm durch 165 mm.

### Antrieb
Angetrieben wurden die Kreuzer durch vier Westinghouse-Getriebeturbinen mit insgesamt 100.000 shp Leistung. Diese trieben insgesamt vier Propeller an. Der Dampf wurde in acht Babcock & Wilcox-Express-Type-Dampfkesseln erzeugt. Die Höchstgeschwindigkeit lag bei 32,5 Knoten, der Brennstoffvorrat von maximal 1.982 Tonnen ermöglichte bei 15 Knoten Marschgeschwindigkeit eine Reichweite von 10.000 Seemeilen.

### Bewaffnung

#### Hauptartillerie

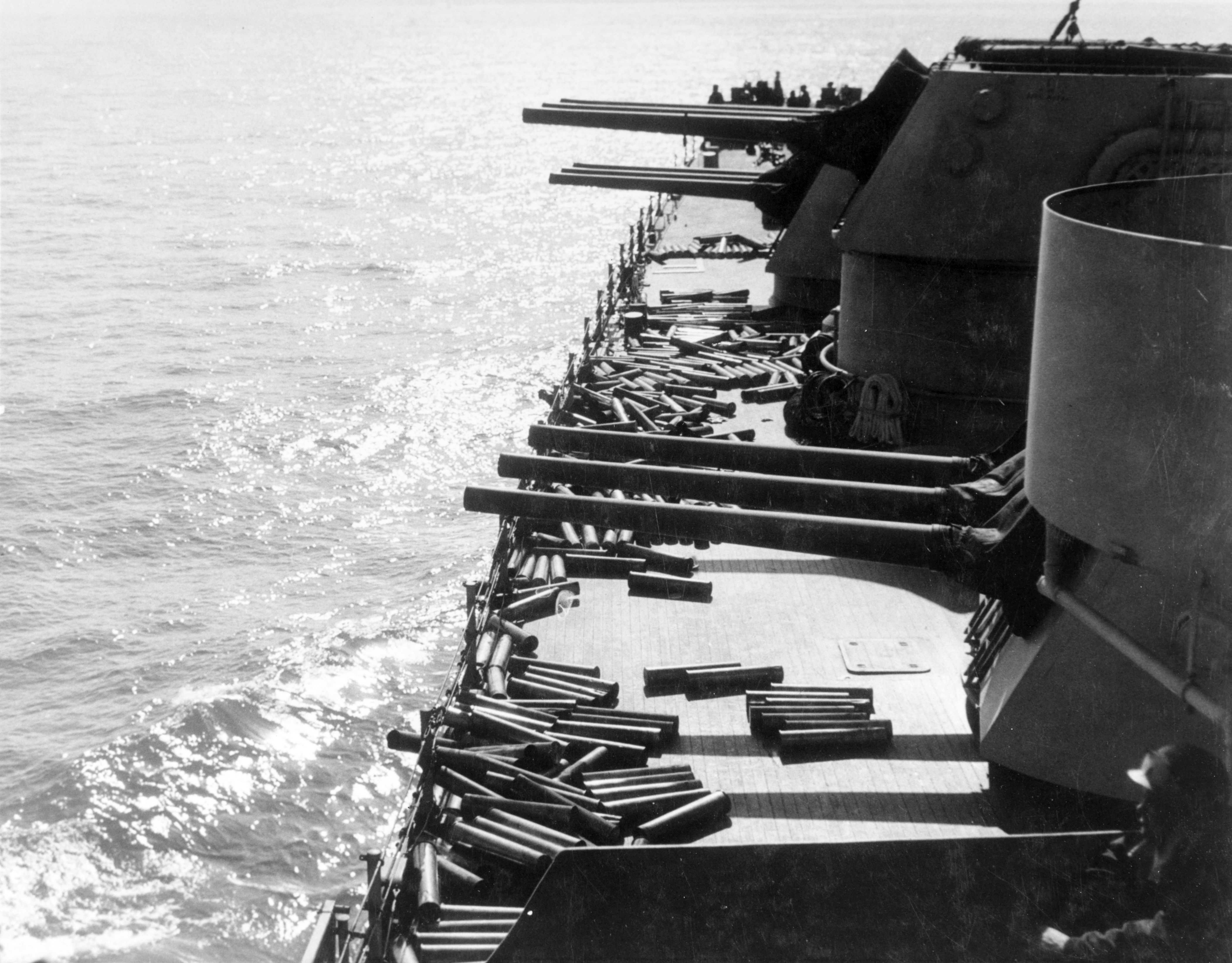
Blick auf die vorderen drei Türme der Brooklyn

Die Hauptbewaffnung der Kreuzer bestand aus fünf Geschütztürmen mit je drei Geschützen im Kaliber 15,2 cm (6 Zoll), Kaliberlänge 47. Drei Geschütztürme befanden sich vor den Aufbauten, wobei der dritte Turm auf dem Hauptdeckniveau „rückwärts“ zwischen dem zweiten Turm und den Brückenaufbauten eingebaut war, was den Feuerbereich stark einschränkte. Achtern befanden sich zwei weitere Drillingstürme. Die jeweils etwa 170 Tonnen schweren Geschütztürme hatten eine Besatzung aus drei Offizieren und 53 Mannschaften. Alle Geschütztürme besaßen ursprünglich einen optischen Entfernungsmesser, diese wurden aber im Laufe der Einsatzzeit teilweise entfernt.
Die halbautomatisch geladenen Geschütze mit einem Rohrgewicht von 6,6 Tonnen hatten eine Kadenz von acht bis zehn Schuss pro Minute. Die maximale Reichweite lag bei fast 24 Kilometern, abhängig vom Granatentyp und der Rohrüberhöhung. Die Mündungsgeschwindigkeit betrug, abhängig von der Größe der Treibladungen, zwischen 625 und 812 m/s. Die maximale Rohrüberhöhung betrug 60 Grad, die minimale minus fünf Grad. Der Schwenkbereich der Türme betrug 300 Grad, die Schwenkrate 10 Grad pro Sekunde.
Die Schiffsgeschütze waren in der Lage, überschwere panzerbrechende Granaten zu verschießen, die gegenüber den Granaten der Geschütze der Omaha-Klasse eine doppelt so hohe Penetrationswirkung besaßen. Die 59 kg schweren Granaten konnten auf Entfernungen bis fünf Kilometer 20 cm Panzerung durchschlagen, bei Steilfeuer auf große Entfernungen bis zu 80 mm Deckspanzerung.

#### Mehrzweckbatterie und leichte Bewaffnung

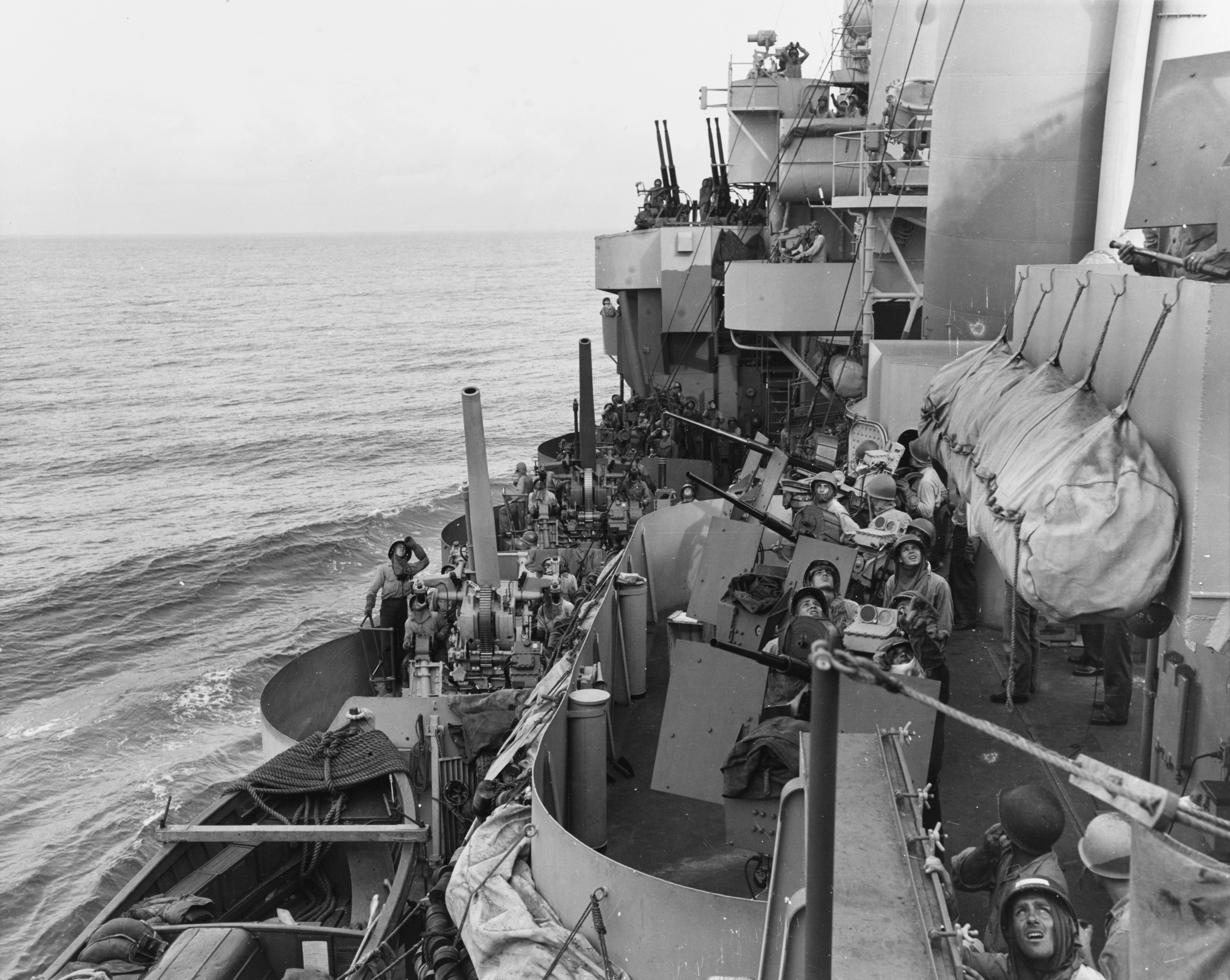
Mittelartillerie und Flak an Bord der Phoenix

Bei Indienststellung bestand die Mehrzweckbatterie gegen kleinere Schiffe und Flugzeuge der Kreuzer aus acht Geschützen, Kaliber 12,7 cm (5 Zoll), Kaliberlänge 25, die in offenen Einzellafetten beidseits der Aufbauten untergebracht waren. Die Geschütze hatten eine maximale Reichweite von 13 km sowie eine Gipfelhöhe von 8.352 m. Die je nach Typ 23 bis 28 kg schweren Granaten konnten mit einer Kadenz von 14 bis 20 Schuss pro Minute und einer Mündungsgeschwindigkeit von 657 m/s abgefeuert werden.
Bei der Savannah und der Honolulu wurden 1944 acht Geschütze des Kalibers 12,7 cm mit 38 Kaliberlängen anstelle der kürzeren Geschütze installiert. Die neuen Geschütze waren in vier Mark-32-Zwillingstürmen untergebracht, wobei sich jeweils zwei Geschütztürme seitlich der Aufbauten backbords und steuerbords befanden.
Die Geschütztürme, die ein Gewicht von 47 Tonnen hatten, wurden elektrisch betrieben und hatten eine Besatzung von 27 Mann. Die Kadenz lag normalerweise bei 15 bis 20 Schuss pro Minute, gut eingespielte Mannschaften erreichten bis zu 30 Schuss pro Minute. Verschossen wurden entweder Mark-49-Splittergranaten zur Luftabwehr oder panzerbrechende Mark-46-Granaten. Bei einer Entfernung von 10 km konnten die 24,5 kg schweren panzerbrechenden Granaten, die das Geschützrohr mit 792 m/s verließen, noch bis zu 51 mm Rumpfpanzerung durchschlagen, die maximale Reichweite betrug bei 45° Rohrüberhöhung über acht Seemeilen. Die 25 kg schweren Luftabwehrgranaten hatten bei einer Mündungsgeschwindigkeit von 762 m/s eine Gipfelhöhe von fast 12 km. Beim Feuern lief das Rohr um bis zu 38 cm zurück, bevor es hydraulisch gedämpft wurde.
Einige Schiffe wurden zu Beginn des Zweiten Weltkriegs mit zwei bis vier Vierlingsgeschützen im Kaliber 2,8 cm (1,1 Zoll) ausgerüstet, die als Flugabwehrkanonen eingesetzt wurden. Diese Geschütze besaßen eine Kadenz von rund 100 Schuss pro Minute, die maximale Reichweite betrug etwa 4 sm. Die Vierfachlafette war um 360° drehbar und um bis zu 110° nach oben und 15° nach unten schwenkbar. Wegen ihrer geringen Wirksamkeit wurden sie ab 1942 durch 40-mm-Kanonen ergänzt und später ganz ersetzt.
Im Laufe des Krieges kamen bis zu 28 40-mm-Bofors-Geschütze, Kaliberlänge 70, in Zwillings- und Vierlingslafetten an Bord. Die 900 Gramm schweren Granaten der 40-mm-Geschütze hatten eine Gipfelhöhe von 6.797 Metern, die maximale Reichweite bei 45° Rohrüberhöhung betrug 10.180 Meter. Die Kadenz betrug etwa 120 Schuss pro Minute, abhängig vom Tempo der Bedienmannschaft, die Mündungsgeschwindigkeit lag bei 881 Metern pro Sekunde.
Zusätzlich waren die Kreuzer mit bis zu 24 20-mm-Geschützen in Einzellafetten ausgestattet. Durch das geringe Geschossgewicht von nur 120 Gramm erwiesen sich die leichten Maschinenkanonen als nicht besonders effektiv gegen anfliegende Flugzeuge, da sie Kamikazeflugzeuge nicht vollständig zerstören konnten.

### Elektronik
Die Radarausrüstung der Kreuzer war nie einheitlich, die Schiffe erhielten jeweils die bei Indienststellung oder während der Werftaufenthalte neueste Radarausrüstung. Nachfolgend die bei der Brooklyn-Klasse und den aus ihr resultierenden Umbauten verwendeten Radaranlagen:
SK/SK-2-Radar
Aufgrund seiner quadratischen Form (5,2 × 5,2 m) und der offenliegenden Drähte als „bedspring“ (Bettfeder) bezeichnet, konnte die Radaranlage einen anfliegenden Bomber in 3.000 Metern Höhe auf 185 Kilometer orten. Der 1944 eingeführte Nachfolger SK-2 verfügte über eine 5,2 Meter messende runde Antenne, die das seitliche Erfassungsfeld verbesserte.
SC-2-Radar
Als Reservesystem für das SK-Radar vorgesehen, konnte das SC-2-Radar mit seiner 4,6 mal 1,4 Meter messenden Antenne Flugzeuge in 3.000 Metern Höhe auf 150 Kilometer orten, große Schiffe auf knapp 40 Kilometer.
SG-Radar
Meist paarweise eingesetzte Überwasserortungsanlage mit einer Erfassungsreichweite von bis zu 40 Kilometern für Oberflächenziele und 27 Kilometern für Luftziele.
Feuerleitung
Die Feuerleitung der schweren Artillerie erfolgte durch zwei Mark-31-Feuerleitanlagen, die sich an der Spitze der Aufbauten befanden. Die Mittelartillerie wurde durch Mark-33-Anlagen geleitet, diese wurden teilweise im Laufe des Krieges durch die modernere und leistungsfähigere Mark-34-Ausführung ersetzt, die eine höhere Verfolgungsgeschwindigkeit erlaubte.

### Luftfahrzeuge

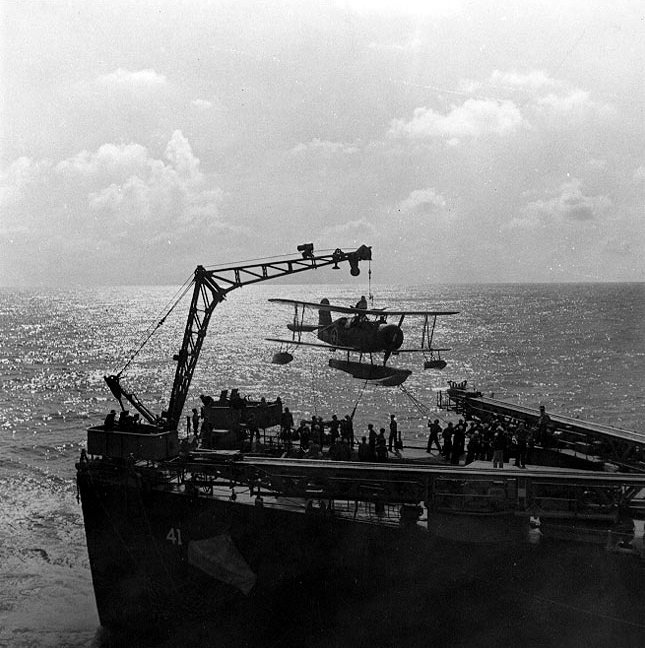
Eine Curtiss SOC wird an Bord der Philadelphia gehievt

Im Gegensatz zu früheren Kreuzerklassen, bei denen sich die Bordfluganlage in der Schiffsmitte befand, wurden diese bei der Brooklyn-Klasse aufs Achterdeck verlegt. Ein Unterdeckhangar bot Platz für bis zu vier Wasserflugzeuge. Zwei Katapulte beschleunigten die Flugzeuge zum Start, zwei Kräne nahmen sie nach der Landung wieder an Bord. Die meiste Zeit befanden sich Curtiss-SOC-Seagull-Doppeldecker an Bord, gegen Ende des Krieges wurden diese teilweise durch Vought OS2U Kingfisher ersetzt.
Brasilien, Chile und Argentinien entfernten die Bordfluganlagen nach der Übernahme der Schiffe und nutzen die Hangars zur Unterbringung von Beibooten.